# Gießener Burschenschaft Germania
Die Gießener Burschenschaft Germania ist eine schlagende und farbentragende Studentenverbindung in Gießen. Die älteste Burschenschaft vor Ort wurde 1851 gegründet und war Mitgründerin sowohl des Norddeutschen Kartells, des Gießener Präsiden-Convents, des Gießener Deputierten-Convents, des Allgemeinen Deputierten-Conventes, der Roten Richtung, der Mainzer Burschenschaft Saravia als auch der Allgemeinen Deutschen Burschenschaft. Sie vereint Studenten und Alumni deutscher Hochschulen in einem Freundschafts- und Lebensbund.

## Geschichte

### Gründungsphase und Verbandsgründung
Die Burschenschaft Germania wurde am 14. August 1851 als Verbindung Germania in Gießen gegründet. Ihr gehörten viele Mitglieder ehemaliger Gießener Verbindungen, insbesondere Nachfolger der Alten Gießener Burschenschaft an, die zu diesem Zeitpunkt nicht mehr existierten, hauptsächlich Mitglieder der Germania von 1850 und dem 1848 gegründeten und 1850 in Gesellschaft Germania umbenannten Nassauer Hof. Im Sommersemester 1852 ging die 1850 gegründete Studentenverbindung Treubund in ihr auf. 1853 wurde Couleur in den Farben Schwarz-Rot-Grün (die alten Farben des Treubundes) und einer schwarzen Mütze aufgenommen und der Wahlspruch Gott, Freiheit, Ehre, Vaterland! festgelegt.
Früh suchte die Germania Anschluss an Burschenschaften in anderen Universitätsstädten, so kam es 1854 zu Treffen mit der Burschenschaft Germania Jena, mit der man 1855 ein Kartell schloss, dem sich zugleich die Burschenschaft Arminia Breslau anschloss. Bestrebungen der Germania, das Kartell auf sämtliche Burschenschaften auszuweiten, scheiterten 1856 jedoch noch. 1858 wurde die Mützenfarbe in Ziegelrot geändert, nach behördlicher Genehmigung am 9. März 1861 die burschenschaftlichen Farben Schwarz-Rot-Gold angenommen. Nach zahlreichen gescheiterten Versuchen, burschenschaftliche Verbindungen in einem Verband zusammenzuschließen, wurde am 14. August 1858 unter Mitwirkung der Germania das Norddeutsche Kartell (NK) gegründet, dem sie bis 1869 angehörte. Als Gegengewicht zum Gießener Senioren-Convent wurde im Wintersemester 1861/62 zusammen mit der Burschenschaft Alemannia und dem Gießener Wingolf der Gießener Präsiden-Convent (PC) gegründet, der lediglich bis zum Wintersemester 1863/64 bestand. Die Anerkennung als Burschenschaft seitens der Universitätsbehörde erfolgte am 18. Juni 1863. Etwas später bestand auch eine kurzzeitige Beziehung zur Burschenschaft Alemannia Stuttgart. 1864 bis 1866 gehörte die Germania dem Eisenacher Burschenbund an. Am 17. Februar 1869 gründete sie gemeinsam mit der Burschenschaft Alemannia den Gießener Deputierten-Convent (DC). Vom 15. Januar 1873 bis zum 25. Mai 1876 musste die Germania aus Mitgliedermangel suspendieren, inoffiziell tagte man als Kneipgesellschaft weiter. Zwischen Juni 1878 und Februar 1880 gehörte die Germania dem Eisenacher Deputierten-Convent (EDC) an und war am 20. Juli 1881 an der Gründung des Allgemeinen Deputierten-Conventes (ADC) beteiligt. Doch 1885 kam es zur erneuten Suspendierung aus Mitgliedermangel.

### Die Zeit bis zum Zweiten Weltkrieg
Nachdem die Germania durch die Burschenschaft Alemannia Gießen 1888 wieder aufgemacht worden war, erstarkte sie erneut, so dass ein eigenes Korporationshaus gebaut werden konnte. 1897 gründete die Altherrenschaft hierfür einen Hausbauverein, ein Jahr später wurde der Bauplatz am Wetzlarer Weg gekauft, 1900 fand die Grundsteinlegung statt, so dass das Germanenhaus zum 50-jährigen Stiftungsfest 1901 eingeweiht werden konnte. Im Sommersemester 1896 wurde ein Paukverhältnis mit der Landsmannschaft Darmstadtia Gießen eingerichtet, aus dem später ein Kartell entstand, das einzige zwischen einer Burschenschaft und einer Landsmannschaft überhaupt. Für das Kartellverhältnis entstand im verbindungsstudentischen Umfeld die ursprünglich spöttische Bezeichnung „Straßenkartell“, da das Korporationshaus der Darmstadtia seit 1907 nur ca. 80 Meter entfernt an derselben Straße liegt. Auf das Jahr 1902 geht das Freundschaftsverhältnis zur Burschenschaft Arminia Leipzig (heute Frankfurt-Leipziger Burschenschaft Arminia und Burschenschaft Arminia zu Leipzig) zurück. Zudem existiert heute ein Freundschaftsverhältnis zur Alten Darmstädter Burschenschaft Germania.

Die Germania als Mitglied der Deutschen Burschenschaft (1915)

Nachdem der ADC sich in Deutsche Burschenschaft (DB) umbenannt hatte, übernahm die Germania 1903 für ein Jahr den Vorsitz. Am 12. Juli 1919 fand auf dem Germanenhaus eine Vorbesprechung zur Gründung der Roten Richtung (RR) statt, an deren Gründung die Germania 1920 beteiligt war und der sie bis 1930 angehörte. Der Deutschen Burschenschaft gehörte sie bis zu deren Auflösung an und war beim sog. „Festakt“, dem Niederlegen der Fahnen, auf der Wartburg am 18. Oktober 1935 mit dabei. Nach dem Verbot der Germania durch die Nationalsozialisten am 2. Februar 1936 wurde der Aktivenbetrieb in der Kameradschaft I, die später in Kameradschaft Brockwitz umbenannt wurde, weitergeführt. Während des Zweiten Weltkrieges fielen 45 Mitglieder der Germania; nach bereits 31 Mitgliedern im Ersten Weltkrieg.

### Nachkriegszeit

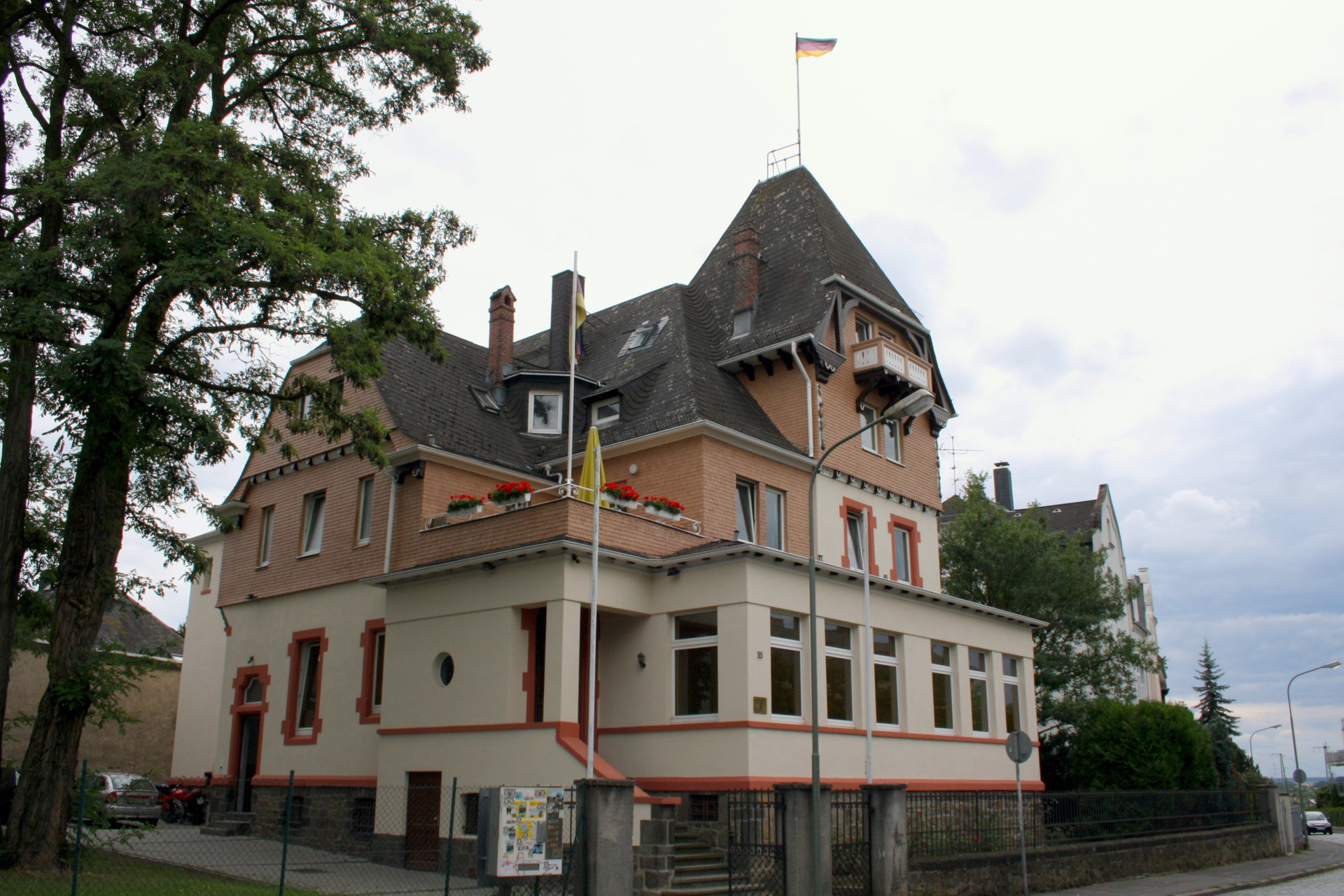
Das Gießener Germanenhaus im Jahr 2011

Nach dem Ende des Zweiten Weltkrieges wurde das Verbindungshaus von den US-Amerikanern beschlagnahmt; Pläne der amerikanischen Militärbehörden zur Unterbringung einer Kinderklinik im Germanenhaus wurden letztendlich verworfen. Im Sommersemester 1946 gründete sich die Studentische Verbindung Universia, die ihren Namen im folgenden Semester in Ludoviciana änderte und bald darauf Kontakte zur vertagten Germania aufnahm, so dass es am 9. Mai 1948 zur Rekonstitution der Germania durch die Ludoviciana kam. Im folgenden Jahr ging von der Germania eine Initiative zur Wiedergründung der Deutschen Burschenschaft aus: So fanden sich am 28. Mai 1949 unter Leitung der Germania 19 Verbindungen zum Kleinen Burschentag in Gießen zusammen, auf dem der Grundstein für die Wiedergründung der Deutschen Burschenschaft 1950 gelegt wurde und an der die Germania als Vorsitzende Burschenschaft der Deutschen Burschenschaft ebenfalls beteiligt war, ebenso wie 1951 an der Wiedergründung der Roten Richtung. Im selben Jahr gelang es durch Unterstützung der Germania die Burschenschaft Alemannia Gießen wieder zu reaktivieren. 1952 gründete sie zusammen mit dem Altherrenverband der Berliner Burschenschaft Saravia die Burschenschaft Saravia Mainz. In den 1950er Jahren stellte die Germania dreimal den AStA-Vorsitzenden an der Universität Gießen, und stellte von 1951 bis 1965 jedes Jahr AStA-Referenten oder Fachschafts-Vorstände. 1969 trat die Germania aus der Roten Richtung aus und 1975 in die Burschenschaftliche Gemeinschaft (BG) ein, welche sie im Wintersemester 1989/90 wieder verließ und sich 1990 an der Gründung der Burschenschaftlichen Initiative (BI) beteiligte. Nach dem Austritt aus der Deutschen Burschenschaft 2008 nahm die Germania Kontakte zum neu gegründeten Kartell Roter Burschenschaften (KRB) auf, dem sie am 28. April 2013 beitrat. Seit 2013 ist sie Mitglied der Initiative Burschenschaftliche Zukunft (IBZ). 2014 fand auf dem Haus der Germania eine Arbeitstagung zum Thema 200 Jahre Burschenschaftliche Bewegung in Gießen statt. Im Herbst 2016 begründete sie als eine von 27 Burschenschaften die Allgemeine Deutsche Burschenschaft (ADB), welcher sie seitdem angehört. Für das Geschäftsjahr 2021 übernahm sie den Vorsitz der Allgemeinen Deutschen Burschenschaft.

## Couleur und Wahlspruch
Das Band der Germania hat die Farben Schwarz-Karmesinrot-Gold mit goldener Perkussion. Darüber hinaus werden die Traditionsfarben Schwarz-Rot-Grün mit goldener Perkussion (Farben aus der Gründungsphase) und Schwarz-Rot-Silber mit silberner Perkussion (Farben der Verbindung Ludoviciana aus der Zeit der Wiederbegründung nach dem Zweiten Weltkrieg) von Burschen und Alten Herren zu festgelegten Anlässen als Ehrenband in Ergänzung zum schwarz-rot-goldenen Brustband getragen. Als Kopfbedeckung wird eine ziegelrote kleine Tellermütze getragen.
Der Wahlspruch der Germania lautet: Gott, Freiheit, Ehre, Vaterland! Leben und Streben dem Vaterlande!

## Bekannte Mitglieder
- Christoph Arnold (1839–1893), Politiker (NLP), Abgeordneter der 2. Kammer der Landstände des Großherzogtums Hessen
- Robert Barth (1900–1942), Mitglied des Landtags des Volksstaates Hessen (NSDAP), Polizeidirektor von Worms und Mainz, Oberbürgermeister von Mainz
- Ludwig Bergér (1887–1972), Bürgermeister von Idar-Oberstein
- Otto Böckel (1859–1923), Mitglied des Reichstags (DRP), Gründer der AVP, Bibliothekar, Volksliedforscher
- Eduard Bork (1833–1893), Jurist, Mitglied des Preußischen Abgeordnetenhauses (NLP)
- Philipp Brand (1833–1914), Direktor der Süddeutschen Immobiliengesellschaft und Reichstagsabgeordneter (NLP)
- Karl Bubenzer (1900–1975), Landrat des Kreises Moers, Mitglied des Reichstags (NSDAP) und stellvertretender Reichstierärzteführer
- Wilhelm Cahn (1839–1920), Mitbegründer der Burschenschaft Arminia Würzburg, Kaiserlicher Geheimer Legationsrat
- Adolf Calmberg (1837–1887), Lehrer und Dichter
- Emil Dittmar (1842–1906), Staatsminister des Großherzogtums Hessen
- Gustav Dittmar (1836–1919), Förster und Politiker, hessischer Landtagsabgeordneter
- Wilhelm Dornseiff (1843–1933), Geheimer Oberfinanzrat, Stellvertretender Bevollmächtigter zum Bundesrat
- Peter Geibel (1841–1901), hessischer Mundartdichter
- Wilhelm Glässing (1865–1929), Jurist und Oberbürgermeister von Darmstadt, hessischer Landtagsabgeordneter (NLP)
- Sigmund Gundelfinger (1846–1910), Mathematiker
- Richard Habermehl (1890–1980), Meteorologe, Präsident des „Reichswetterdienstes“
- Philipp Hangen (1848–1920), Mitglied der Ersten Kammer der Landstände des Großherzogtums Hessen
- Albrecht Haupt (1852–1932), Architekt und Hochschullehrer
- Herman Haupt (1854–1935), Historiker (Ehrenmitglied)
- Richard Haupt (1846–1940), Kunsthistoriker und Konservator
- August Heidenreich (1846–1913), hessischer Landtagsabgeordneter (NLP)
- Max Herchenröder (1904–1987), Kunsthistoriker und Denkmalpfleger
- Ernst Hild (1902–1973), Verwaltungsbeamter, Landrat in Thorn
- Hermann Knaus (1907–1984), Bibliothekar
- Gustav Adolf Körbel (1902–1969), kommissarischer Oberbürgermeister von Worms
- Hans Körbel (1909–1947), Arzt und Kriegsverbrecher
- Adolf Korell (1872–1941), Pfarrer, Reichstagsabgeordneter (DDP), Landtagsabgeordneter und Minister für Arbeit und Wirtschaft des Volksstaates Hessen
- Hugo Lotz (1893–1978), Oberbürgermeister von Gießen
- Theo Morell (1886–1948), Arzt und Leibarzt Adolf Hitlers
- Hermann Müller (1881–1946), Lehrer und Politiker, Bürgermeister von Rüsselsheim
- Diedrich Osterhoff (1925–2014), Tierzuchtwissenschaftler und Hochschullehrer in Südafrika
- Otto Rahn (1904–1939), Schriftsteller und Gralsforscher
- Heinz Rennau (1899–1976), Oberregierungsrat, Referatsleiter im Reichssicherheitshauptamt
- Wilhelm Schäfer (1912–1981), Paläontologe und Zoologe
- Jakob Schlenger (1831–1917), Politiker (Zentrum), Abgeordneter der 2. Kammer der Landstände des Großherzogtums Hessen
- Rolf Schlierer (* 1955), Arzt und Rechtsanwalt, 1992–2001 Mitglied des Landtags von Baden-Württemberg (REP), 1994–2014 Bundesvorsitzender der Republikaner
- Ernst Schmeel (1845–1913), Politiker (NLP), Abgeordneter der 2. Kammer der Landstände des Großherzogtums Hessen
- Otto Schwebel (1903–1976), Oberbürgermeister von Worms, Landrat im Kreis Worms, Mitglied des Reichstags (NSDAP)
- Hugo Seydel (1840–1932), Mitglied des Preußischen Abgeordnetenhauses (NLP), Gründer des Riesengebirgsmuseums und der Bücherei des Riesengebirgsvereins
- Wilhelm Soldan (1842–1905), Archäologe und Denkmalschützer
- Gerd Voss (1907–1934), Rechtsanwalt und SA-Führer, Opfer des sog. „Röhm-Putsches“
- Hermann Voss (1878–1957), Rechtsanwalt und Verbandsfunktionär
- Adolf Wahlmann (1876–1956), Mediziner, Psychiater, ärztlicher Leiter der Tötungsanstalt Hadamar
- Wilhelm Georg Weber (1883–1952), Abgeordneter im Schwarzburg-Sondershäuser Landtag, Oberbürgermeister von Sondershausen, Finanzpräsident bei der Oberfinanzdirektion Münster
- Eberhard Weller (1845–1911), Reichsgerichtsrat

Mitgliederverzeichnisse:
- Willy Nolte (Hrsg.): Burschenschafter-Stammrolle. Verzeichnis der Mitglieder der Deutschen Burschenschaft nach dem Stande vom Sommer-Semester 1934. Berlin 1934. S. 1034–1035.
- Paul Wentzcke: Burschenschafterlisten. Zweiter Band: Hans Schneider und Georg Lehnert: Gießen – Die Gießener Burschenschaft 1814 bis 1936. Görlitz 1942, R. Germania.